# Kvissleby
Kvissleby är en tätort i Sundsvalls kommun belägen cirka 15 km söder om centrala Sundsvall. I tätorten ingår förutom orten Kvissleby även Nolby och sedan 2015 även Essvik, Juniskär och Skottsund på Essvikshalvön samt Dingersjö. Tidigare har även Njurundabommen och Svartvik ingått i tätorten, men de har blivit utbrutna sedan 2018.

## Historia
Ortnamnet Kvisslet står för en förgrening av älven Ljungan som under årens lopp grundades upp och blev byn Kvissle, en by som senare fick ge namn åt dagens tätort, Kvissleby.
Tätortens centrala delar revs till stora delar under 1960-talet. Tidigare bestod centrala Kvissleby mest av villor med egna tomter. 

### Befolkningsutveckling
| Befolkningsutvecklingen i Kvissleby 1960–2020 | Befolkningsutvecklingen i Kvissleby 1960–2020 | Befolkningsutvecklingen i Kvissleby 1960–2020 | Befolkningsutvecklingen i Kvissleby 1960–2020 | Befolkningsutvecklingen i Kvissleby 1960–2020 |
| --- | --------------------------------------------- | --------------------------------------------- | --------------------------------------------- | --------------------------------------------- |
| |                                               |                                               |                                               |                                               |
| År |                                               |                                               | Folkmängd                                     | Areal (ha)                                    |
| 1960 | 1960                                          |                                               | 2 495                                         |                                               |
| 1965 | 1965                                          |                                               | 2 882                                         |                                               |
| 1970 | 1970                                          |                                               | 3 191                                         |                                               |
| 1975 | 1975                                          |                                               | 3 413                                         |                                               |
| 1980 | 1980                                          |                                               | 3 258                                         |                                               |
| 1990 | 1990                                          |                                               | 2 870                                         | 180                                           |
| 1995 | 1995                                          |                                               | 2 740                                         | 180                                           |
| 2000 | 2000                                          |                                               | 2 540                                         | 188                                           |
| 2005 | 2005                                          |                                               | 2 633                                         | 188                                           |
| 2010 | 2010                                          |                                               | 2 614                                         | 189                                           |
| 2015 | 2015                                          |                                               | 8 785                                         | 1 062                                         |
| 2020 | 2020                                          |                                               | 5 140                                         | 590                                           |
| Anm.: Sammanvuxen med Bodviken, Dingersjö, Essvik, Juniskär, Njurundabommen, Skottsund, Solberg och Svartvik 2015. Njurundabommen och Svartvik utbrutna 2018. Sammanvuxen med Hamn 2023 |                                               |                                               |                                               |                                               |

## Samhället
Efter ombyggnationer på 1960-talet består Kvisslebys centrum till största delen av flerfamiljshus i form av både hyres- och bostadsrätter.
I Kvissleby finns 6-9-skola Nivrena och F-5-skolorna Solede skola (Nolby) och Essviks skola.
I Kvissleby finns också en större sporthall med bad, gym och gymnastikhallar. Denna sporthall byggdes av överskottet som Njurunda kommun hade och ville utnyttja innan den slogs samman med Sundsvalls kommun 1971.
Banken Nordea hade kontor i Kvissleby fram till år 2011 när det lades ner. Samma år avvecklade Swedbank sin kontanthantering. I slutet av augusti 2021 stängde även Handelsbanken, som hade ortens sista bankkontor.